# Hrvatski pisci iz BiH, Ć
- Ćavar, Tomislava Kata
- Ćazim Ćatić, Musa
- Ćorić, Boris
- Ćorić, Šimun Šito
- Ćorlukić, Anto
- Ćosić, Anto Antonije
- Ćosić, Petar A.
- Ćurak, Ivo
- Ćurić, Franjo